# Campylopodiella stenocarpa
Campylopodiella stenocarpa là một loài Rêu trong họ Dicranaceae. Loài này được (Wilson) P. Muell. & J.-P. Frahm mô tả khoa học đầu tiên năm 1987.